# 23717 Каддура
23717 Каддура (23717 Kaddoura) — астероїд головного поясу, відкритий 31 березня 1998 року.
Тіссеранів параметр щодо Юпітера — 3,602.